# Monumento al soldado desconocido (Arica)
El Monumento al soldado desconocido es un monumento conmemorativo que se encuentra en el Morro de Arica en Chile.
Es un monolito tallado por el Taller de Cantería de la Universidad de Tarapacá e inaugurado en 1975, que representa a un soldado anónimo y que conmemora a quienes murieron en combate durante la Batalla de Arica ocurrida el 7 de junio de 1880, en el marco de la Guerra del Pacífico. En ella se enfrentaron el Ejército de Chile y el Ejército del Perú.
A los pies del monolito se encuentran enterrados los restos de un soldado no identificado que cayó durante la batalla de Pisagua del 2 de noviembre de 1879.